# Відносини Аргентина — Європейський Союз
Відносини між Аргентиною та Європейським Союзом (ЄС) починаються з 1990 року, хоча відносини з Європою є довгими й давними (зокрема через імміграцію з Іспанії й Італії). Серед країн Південного конуса Аргентинська Республіка виділяється як одна з країн Латинської Америки з найбільшим культурним впливом у Європі через велику хвилю європейської імміграції в XIX і XX століттях. Європейський Союз також є найбільшим інвестором Аргентини.

## Порівняння
|                     | Європейський Союз | Аргентина |
| ------------------- | --- | --- |
| Населення           | 447,206,135 | 44,938,712 |
| Площа               | 4,324,782 км2 (1,669,808 sq mi) | 2,780,400 км2 (1,073,500 sq mi) |
| Густота населення   | 115/км2 (300 /sq mi) | 14.4/км2 (37.3/sq mi) |
| Столиця             | Брюссель (де-факто) | Буенос-Айрес |
| Глобальні міста     | Париж, Рим, Берлін, Відень, Мадрид, Амстердам, Атени, Дублін, Гельсінкі, Варшава, Лісабон, Стокгольм, Копенгаген, Прага, Бухарест, Нікосія, Будапешт, Загреб, Софія | Буенос-Айрес, Санта-Фе, Сан-Хуан, Ла-Ріоха, Сантьяго-дель-Естеро, В'єдма, Ріо-Гальєгос, Ріо-Гальєгос, Мендоса, Парана, Сан-Луїс, Санта-Роса, Сан-Фернандо-дель-Вайє-де-Катамарка, Коррієнтес, Сан-Мігель-де-Тукуман, Росаріо, Формоса, Формоса, Ріо-Кварто, Ла-Пампа, Сан-Карлос Мінас, Вілла Фонтана, Сан-Хав'єр, Лос-Ерас |
| Уряд                | Наднаціональна парламентська демократія на основі європейських договорів | Федеральна президентська конституційна республіка |
| Перший лідер        | Президент вищої влади Жан Моне | Президент Бартоломе Мітре |
| Поточний лідер      | Голова ради Шарль Мішель Голова комісії Урсула фон дер Ляєн | Президент Хав'єр Мілей |
| Нинішній віце-лідер | Заступник голови комісії Франс Тіммерманс | Віце-президент Вікторія Вільярруель |
| Офіційні мови       | 24 офіційні мови, з яких 3 вважаються "процедурними" (англійська , французька та німецька) | Іспанська |
| Основні релігії     | 72% християн (48% римські католики, 12% протестанти, 8% православні, 4% інші християни), 23% нерелігійні, 3% інші, 2% іслам | 62.9% римські-католики, 18.9% нерелігійні, 15.3% євангелісти, 1.4% свідки Єгови та мормони, 1.2% інші, 0.3% невідомо |
| Етнічні групи       | німці (близько 83 мільйонів), французи (близько 67 мільйонів),італійці (близько 60 мільйонів), іспанці (близько 47 мільйонів), поляки (близько 46 мільйонів), румуни (близько 16 мільйонів), нідерландці (близько 13 мільйонів), греки (близько 11 мільйонів), португальці (бл. 11 млн.) та інші | 96.7% європейці, і метиси (переважно італійського та іспанського походження), 2.4% індіанці, 0.5% азійці, 0.4% африканці, 62.5% італійці, 37.5% не-італійці |
| ВВП (номінальний)   | 16,477 трлн. дол. США, 31 801 дол. на душу населення | 445,469 млрд. дол. (9 887 дол. на душу населення) |

## Угоди
Аргентина була першою країною Латинської Америки, яка оформила відносини з ЄС згідно з угодою про співпрацю третього покоління. Рамкова угода про торговельно-економічне співробітництво між ЄС та Аргентиною набула чинності в 1990 році і включає два повторюваних принципи їхньої співпраці: зміцнення демократії та прав людини, а також регіональну інтеграцію. Також була створена Спільна комісія ЄС-Аргентина. У 1990-х роках було укладено ряд галузевих угод. Основними напрямками співпраці є освіта та навчання; економічна конкурентоспроможність; нарощування потенціалу в державному та науковому секторах.
Аргентина бере участь у переговорах ЄС з регіональним блоком МЕРКОСУР щодо угоди про вільну торгівлю, яка стане основою відносин між ЄС та Латиною Америки. Однак у 2000-х і на початку 2010-х років адміністрація Кіршнера розробила протекціоністську політику та зупинила переговори щодо угоди про вільну торгівлю. Маурісіо Макрі відновив процес у перші місяці свого перебування на посаді президента.
У 2016 році французький уряд попросив відкласти переговори щодо угоди про вільну торгівлю, щоб провести дослідження впливу, яке підтримали кілька європейських країн. Інші, такі як Іспанія та Італія, попросили про негайні переговори.

## Торгівля
ЄС є другим за величиною експортним ринком Аргентини (після Бразилії). Експорт Аргентини до ЄС — це переважно сільськогосподарські та інші сировинні товари. ЄС експортує менше товарів до Аргентини натомість (що дає ЄС дефіцит у розмірі 3,4 млрд євро), але має профіцит послуг у розмірі 0,4 млрд євро. ЄС також є найбільшим іноземним інвестором Аргентини, на нього припадає половина прямих іноземних інвестицій (ПІІ).
| Торгівля ЄС – Аргентина у 2008 році | Торгівля ЄС – Аргентина у 2008 році | Торгівля ЄС – Аргентина у 2008 році | Торгівля ЄС – Аргентина у 2008 році | Торгівля ЄС – Аргентина у 2008 році |
| Напрямок торгівлі                   | Товари                              | Послуги                             | Інвестиційний потік                 | Інвестиційні акції                  |
| ----------------------------------- | ----------------------------------- | ----------------------------------- | ----------------------------------- | ----------------------------------- |
| ЄС в Аргентину                      | 4,8 мільярда євро                   | 2,4 мільярда євро                   | 4,4 мільярда євро                   | 44,1 мільярда євро                  |
| Аргентина в ЄС                      | 8,2 млрд євро                       | 2,0 млрд євро                       | 0,3 млрд євро                       | 1,7 млрд євро                       |